# Petro Olijnyk (oficer UPA)
Petro Fedorowycz Olijnyk ps. „Enej”, „Roman”, „Serhij” (ur. 9 lipca 1909 w Mołodyńczach, zm. 17 lutego 1946 koło Rudników na Wołyniu) – ukraiński wojskowy, członek OUN, pułkownik UPA, w 1943 roku kierował mordami ludności polskiej na Wołyniu.
Odbył służbę zasadniczą w Wojsku Polskim, w czasie studiów na Uniwersytecie Lwowskim wstąpił do Organizacji Ukraińskich Nacjonalistów. Z zawodu był lekarzem.
W 1941 był członkiem grup marszowych, w 1942 był obwodowym przewodniczącym OUN w obwodzie dniepropietrowskim. W 1943 był organizatorem oddziałów Ukraińskiej Powstańczej Armii w rejonie Równego i Krzemieńca, oraz dowódcą Okręgu Wojskowego (WO) UPA Bohun. Dowodził pierwszym atakiem UPA na Mizocz. W latach 1944–1945 był przewodniczącym OUN na Wschodnią Ukrainę, w latach 1945–1946 organizacyjnym referentem OUN Zachodniej Ukrainy.
Według wspomnień świadków „Enej” był znany z bezwzględności i okrucieństwa; m.in. własnoręcznie odrąbywał głowy swoim ofiarom.
Zginął 17 lutego 1946 r. na Wołyniu w walce z NKWD.